# Майкопский
Майкопский — хутор в Зимовниковском районе Ростовской области.
Входит в состав Зимовниковского сельского поселения.

## География

### Улицы
- ул. Братская,
- ул. Зеленая,
- ул. Крайняя,
- ул. Содружества,
- ул. Центральная.

## Население
| 2010 |
| ---- |
| 332  |